# Zygmunt Mineyko
Zygmunt Mineyko gr. Ζίγκμουντ Μινέικο, biał. Зыгмунт (Сігізмунд) Станіслававіч Мінейка (ur. 11 maja 1840 w Bałwaniszkach koło Wilna, zm. 27 grudnia 1925 w Atenach) – polski szlachcic, powstaniec, oficer, naukowiec i inżynier, naczelnik wojenny powiatu oszmiańskiego w powstaniu styczniowym.

## Dzieciństwo i młodość
Zygmunt Mineyko urodził się w polskiej rodzinie ziemiańskiej w majątku Bałwaniszki powiat oszmiański, niedaleko Wilna. Jego ojcem był Stanisław Jerzy Mineyko (powstaniec listopadowy), właściciel średniej wielkości majątku, liczącego około 1000 hektarów i składającego się głównie z lasów, a matką – Cecylia z domu Szukiewicz. Rodzina Mineyków szczyciła się rodowodem arystokratycznym. Jeden z przodków Zygmunta miał nawet być sygnatariuszem unii w Horodle w 1413 r.

## Działalność narodowowyzwoleńcza
W 1858 roku Mineyko ukończył wileńskie liceum. Jego szwagier Aleksander Tylman był bliskim krewnym rosyjskiego generała Eduarda Totleben, który pomógł Zygmuntowi wstąpić do akademii wojskowej w Rosji – Nikołajewskiej Akademii Sztabu Generalnego w Sankt-Petersburgu. Po przegranej wojnie krymskiej Imperium Rosyjskie zostało osłabione gospodarczo i politycznie. Na ziemiach dawnej Rzeczypospolitej Obojga Narodów rozpoczęły się zamieszki skierowane przeciwko caratowi. W 1861 roku Mineyko wrócił w celu prowadzenia antyrosyjskiej agitacji wśród ludności polskiej i białoruskiej. 
Z powodu prześladowań przez rząd rosyjski Mineyko zmuszony był do wyjazdu do Włoch, gdzie był słuchaczem w Szkole Wojskowej w Genui. Kształcono w niej wolontariuszy do przyszłego powstania antyrosyjskiego. 
Podczas powstania styczniowego Mineyko wrócił do kraju i służył w oddziale Mariana Langiewicza, dowodząc pododdziałem kosynierów w bitwach pod Chrobrzem i Grochowiskami. Po rozpadzie oddziału Langiewicza aresztowany przez Austriaków i więziony w Krakowie, skąd później zbiegł. Udał się na Litwę, gdzie został naczelnikiem powiatu oszmiańskiego, organizując oddział powstańczy, który 15 czerwca 1863 uległ rozproszeniu pod Rosoliszkami. Mineyko został ujęty i wydany władzom rosyjskim przez miejscowych chłopów. Został przez Rosjan skazany na śmierć. Udało mu się uniknąć kary śmierci dzięki łapówkom wręczonym rosyjskim urzędnikom po sprzedaży majątków rodzinnych. Wyrok został zamieniony na 12 lat ciężkich robót (katorgę) w nerczyńskich kopalniach kruszców na Syberii. W drodze na zesłanie spotkał francuskich więźniów – uczestników powstania styczniowego wspierających polskie ruchy wolnościowe. Zapamiętał ich nazwiska, aby później przekazać je władzom francuskim.

## We Francji
W 1865 roku Mineyce udało się uciec z syberyjskiego wygnania. Opuścił Imperium Rosyjskie na angielskim statku pod fałszywym nazwiskiem hrabiego Meberthe. W Paryżu poprosił o audiencję u Napoleona III, aby poinformować go o francuskich oficerach, uczestnikach powstania styczniowego, których spotkał na Syberii. Kiedy w 1868 roku Aleksander II odwiedził Francję, cesarz poruszył temat francuskich zesłańców. Rosyjski monarcha nie mógł zaprzeczyć liście konkretnych nazwisk. Więźniowie wkrótce zostali uwolnieni. Francuski rząd wyraził swą wdzięczność zapewniając Mineyce możliwość dalszej edukacji w elitarnej École Militaire w Paryżu. Pod koniec pobytu we Francji, w 1870 roku uczestniczył on jeszcze w wojnie francusko-pruskiej. 

## W Turcji i Grecji
Po ukończeniu francuskich studiów na wydziale inżynierii lądowej i wodnej Mineyko został przyjęty do służby wojskowej w tureckim państwie Osmanów, w której spędził 21 lat. Prowadził budowę linii kolejowych, mostów i kanałów na terytorium Bułgarii, Turcji i Grecji. Z ramienia władz tureckich został mianowany naczelnym inżynierem prowincji Epiru i Tesalii. Działając tam, w 1878 roku dokonał ważnego odkrycia archeologicznego, inicjując tym samym dalsze poszukiwania i badania pozostałości sławnej świątyni Zeusa w Dodonie. Mineyko był także twórcą mapy topograficznej i etnologicznej Epiru, napisał wiele prac naukowych na temat historii i kultury Grecji.
W 1880 roku ożenił się z Prozerpiną Manarys – córką dyrektora liceum w Jáninie. W 1888 r. przejściowo przebywał i pracował w Smyrnie, gdzie dokonał regulacji tamtejszej rzeki Gediz. W 1891 roku przeniósł się do niepodległej Grecji i z rodziną osiedlił w Atenach. Tam został mianowany głównym inżynierem Ministerstwa Robót Publicznych. Był również członkiem Komitetu Wykonawczego na Krecie, a w 1897 roku został szefem sekcji topograficznej Sztabu Generalnego armii greckiej. 
Brał udział w rekonstrukcji i w renowacji antycznych obiektów olimpijskich, w tym Stadionu Panathinaikos (Kalimarmaro) goszczącego pierwsze nowoczesne Igrzyska Olimpijskie w 1896 roku. Podczas igrzysk Mineyko pisał sprawozdania ze stadionu olimpijskiego do polskiej gazety „Czas”. W polskich czasopismach wydawanych w Krakowie i we Lwowie publikował listy, przedstawiając problemy greckiej polityki dotyczące konfliktów etnicznych z progreckiego punktu widzenia. Mineyko wziął udział w wojnie grecko-tureckiej w 1897 roku. Podczas I wojny bałkańskiej, jego plany strategiczne odegrały decydującą rolę w osiągnięciu przez Greków kilku znaczących zwycięstw. Jako główny inżynier w Ministerstwie Robót Publicznych pracował nieustannie aż do sierpnia 1917 roku, kiedy doznał zawału serca. Choroba spowodowała dymisję. Zmarł 27 grudnia 1925 roku.

## Dynastia Papandreu
Zygmunt Mineyko i Prozerpina Manarys wychowali dwóch synów i pięć córek. Jedna z ich córek, Sophia, wyszła za mąż za Jeoriosa Papandreu, gubernatora wyspy Chios, który został trzykrotnym premierem Grecji. Ich syn, Andreas Papandreu, który urodził się w Chios w 1919 roku – grecki ekonomista, polityk socjalistyczny również sprawował urząd premiera Grecji przez trzy kadencje. W 1984 roku Andreas Papandreu złożył oficjalną wizytę w Polsce. Powszechnie uważa się, że chciał odwiedzić rodzinną wioskę jego dziadka znajdującą się w owym czasie na terenie sowieckiej Białorusi. Powiedziano mu, że wieś ta już nie istnieje. Syn Andreasa Papandreu i prawnuk Zygmunta Mineyki, Jorgos Papandreu został trzecim członkiem rodziny Papandreu, wybranym na urząd premiera (2009–2011).

## Osiągnięcia i spuścizna
Zygmunt Mineyko był poliglotą: mówił w języku polskim, białoruskim, litewskim, rosyjskim, francuskim, angielskim, tureckim i greckim, był doskonałym jeźdźcem konnym i myśliwym. Grecki parlament ogłosił go honorowym obywatelem Grecji w 1910. Po zakończeniu I wojny bałkańskiej został także odznaczony wysokim greckim orderem zasługi – Złotym Krzyżem Orderu Jerzego I w 1913.
Podczas podróży do Rzeczypospolitej w 1922 roku Mineyko otrzymał polskie odznaczenia wojskowe takie jak Krzyż Srebrny Orderu Virtuti Militari i trzykrotnie Krzyż Walecznych oraz stopień pułkownika w stanie spoczynku. W 1923 otrzymał tytuł honorowego doktora medycyny Uniwersytet Jana Kazimierza we Lwowie (wyróżniony wówczas w gronie siedmiu weteranów powstania styczniowego).
Powierzył swoje wspomnienia i artykuły Bibliotece Uniwersytetu Jagiellońskiego, a bogatą kolekcję numizmatyczną przekazał Uniwersytetowi Wileńskiemu. Księga jego wspomnień Z tajgi pod Akropol. Wspomnienia z lat 1848–1866 (w języku polskim) została opublikowana w Warszawie w 1971 roku.
Jedna z ulic białoruskiego miasta Oszmiany została nazwana jego imieniem. Jest on również patronem polskiego Zespołu Szkół przy Ambasadzie RP w Atenach.